# Миков, Михаил
Михаил Райков Миков (болг. Михаил Райков Миков; род. 16 июня 1960, Кула) — болгарский юрист и политический деятель. Председатель Народного собрания Болгарии с 2013 по 2014, лидер Болгарской социалистической партии (БСП) с 2014 года.
Окончил юридический факультет Софийского университета, где он позже преподавал уголовное право. Стажировался во Франции, Италии и США.
С 90-х годов участвует в политической деятельности в рядах Болгарской социалистической партии (БСП). В 1997 году впервые получил мандат члена Народного собрания. Миков являлся заместителем председателя парламентской фракции социалистов, после победы партии на выборах в 2005 году возглавил парламентскую фракцию Коалиции за Болгарию.
Он был приближен к бывшему лидеру социалистов Сергею Станишеву, в правительстве которого (2005—2009 гг.) занимал должность министра внутренних дел (с 2008 по 2009).
Член Болгарского Общества Интернета. Владеет французским, русским и сербским языками.
Женат, имеет двоих детей.